# Roi Jian de Chu
Le Roi Jian de Chu (chinois : 楚簡王 ; pinyin : Chǔ Jiǎn Wáng), (???-408 av. J.C), est le quatorzième Roi de l'état de Chu. Il règne de 431 a 408 av J.C., durant la transition entre la Période des Printemps et Automnes et celle des Royaumes combattants, de l'histoire de la Chine. Son nom de naissance est  Xiong Zhong (chinois traditionnel : 熊中), "Roi Jian" étant son nom posthume.
Le roi Jian succède à son père le Roi Hui de Chu, qui meurt en 432 av J.C. Il règne pendant 24 ans et c'est son fils, le Roi Sheng de Chu, qui monte sur le trône après son décès.